# Eclissi solare del 24 dicembre 1992
L'Eclissi solare del 24 dicembre 1992 è stato un evento astronomico che ha avuto luogo il suddetto giorno attorno alle ore 00:31 UTC. Tale evento ha avuto luogo nell'Asia orientale, nel sud ovest dell'Alaska e in altri luoghi confinanti. L'eclissi del 24 dicembre 1992 è stata la terza eclissi solare nel 1992 e la 210ª nel XX secolo. La precedente eclissi solare si è verificata il 30 giugno 1992, la seguente il 21 maggio 1993.
Il giorno della luna nuova (novilunio), la differenza tra le distanze apparenti di luna e sole osservate sulla terra è estremamente piccola. In tale momento, se la luna si trova in prossimità del nodo lunare, cioè uno dei due punti in cui la sua orbita interseca l'eclittica, si verifica un'eclissi solare. Quando vi è assenza di ombra e la penombra raggiunge parte dell'estremità settentrionale o meridionale della terra, si verifica un'eclissi solare parziale, che si verifica quindi presso le regioni polari della Terra. 

## Percorso e visibilità
Questa eclissi solare parziale poteva essere osservata nella parte orientale della Cina continentale, Taiwan, Mongolia orientale, penisola coreana, Giappone, Russia sud orientale, Alaska sud occidentale e isole nell'Oceano Pacifico settentrionale. Nei territori ad ovest della linea internazionale del cambio di data l'eclissi è avvenuta il 24 dicembre, mentre ad est di tale separazione, è stata vista il 23 dicembre.

## Eclissi correlate

### Eclissi solari 1990 - 1992
Questa eclissi è un membro di una serie semestrale. Un'eclissi in una serie semestrale di eclissi solari si ripete approssimativamente ogni 177 giorni e 4 ore (un semestre) in nodi alternati dell'orbita della Luna.